# Georges de Prusse
Frédéric Guillaume Georges Ernest prince de Prusse (né le 12 février 1826 au château de Jägerhof près de Düsseldorf et mort le 2 mai 1902 à Berlin) est un général de cavalerie et écrivain prussien.

## Famille
Georg est le plus jeune fils du prince Frédéric de Prusse (1794-1863) et de la princesse Wilhelmine-Louise d'Anhalt-Bernbourg (1799-1882). Il est le frère d'Alexandre de Prusse.

## Biographie
Le prince Georges passe sa jeunesse sur le Rhin au château de Jägerhof, puisque son père y est en poste. Des voyages en Grande-Bretagne, en France et dans les états italiens lui font découvrir l'art et la littérature. Bien qu'il "s'écarte de sa tradition familiale, ne montre aucune inclination pour une carrière militaire et commence très tôt à développer ses talents musicaux",, il entre dans l'armée le 12 février 1836 comme sous-lieutenant dans le 1er régiment à pied de la Garde de l'armée prussienne. En 1861, il prend la tête du 4e régiment d'uhlans et est nommé en 1866 général de cavalerie. Son régiment combat dans la guerre austro-prussienne en 1866 et dans la guerre franco-prussienne en 1870/71, sans que Georges ne prenne une part active aux combats.

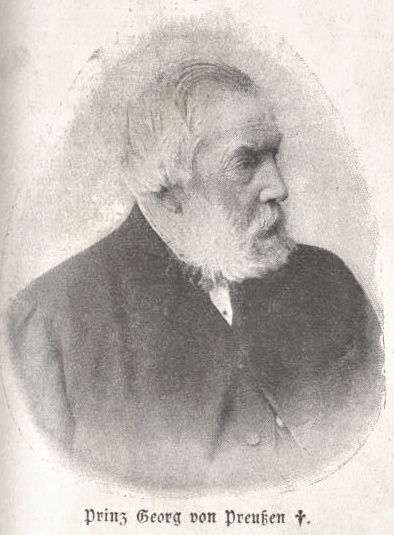
Prince Georges

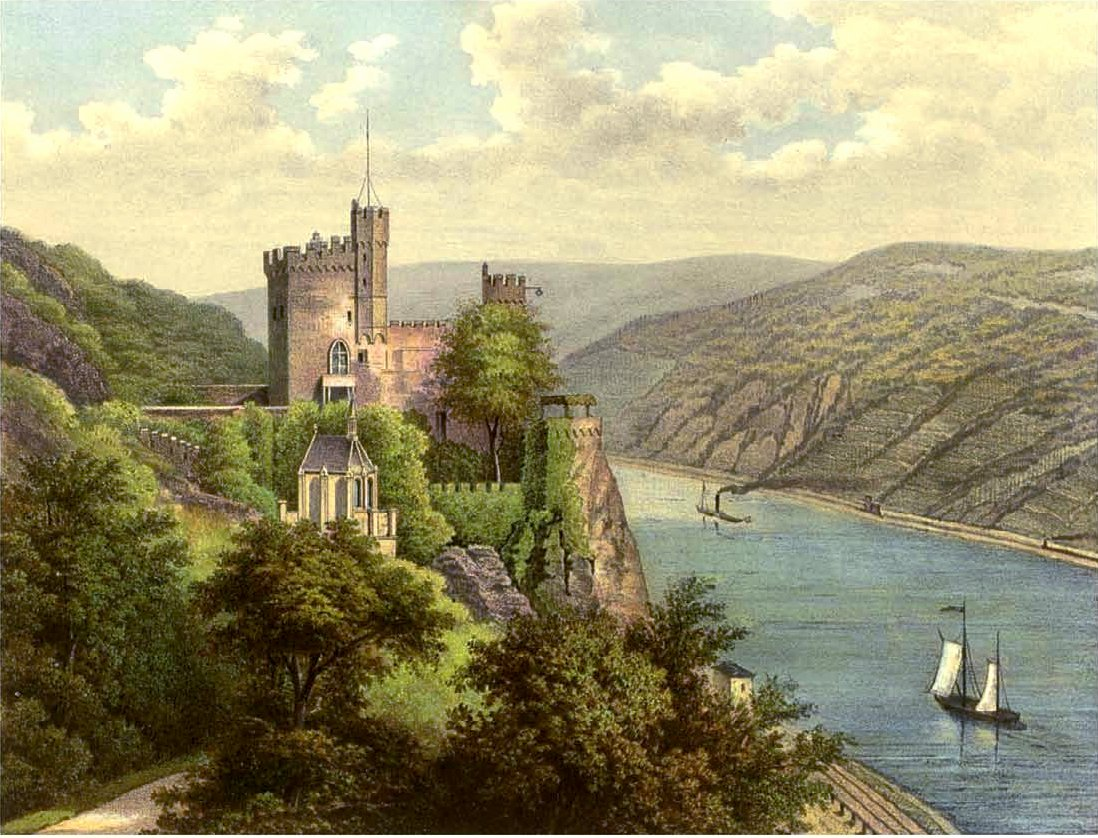
Château de Rheinstein avec la chapelle du palais d'après un modèle de Theodor Blätterbauer, 1880

Néanmoins, il peut commencer ses études à Bonn en 1843 puis vient à Berlin dans les années 1850, où il fréquente le salon de Minna von Treskow. C'est aussi elle qui l'encourage à publier les pièces. En 1872, il publie son autobiographie Vergilbte Blätter de manière anonyme, qui, cependant, ne donne aucun aperçu de sa vie privée.
Le prince Georges reprend le protectorat de l'Association générale de littérature allemande (de) lors de sa fondation en 1873 et à partir de 1874, il devient également protecteur du Musée historique de la ville de Düsseldorf. La même année, il devient président de l'Académie des sciences d'utilité publique d'Erfurt. Georges de Prusse lègue sa vaste bibliothèque avec environ 6000 titres à la bibliothèque universitaire et d'État de Bonn. Elle s'y trouve en tant que fonds spécial de la bibliothèque de Prince George.
Après sa mort, Georges de Prusse est transféré au château de Rheinstein, dont il a hérité en 1863 avec son frère Alexandre   et pour lequel il a toujours eu une affection, , où il est enterré le 9 mai 1902 dans la chapelle du château. En 1906, le lycée d'État nouvellement fondé de Düsseldorf est nommé en son honneur sous le nom de lycée royal Prince-Georges. La Prinz-Georg-Straße (de) de Düsseldorf porte également son nom.

## Œuvres (sélection)
Le prince Georges de Prusse a publié de la poésie et des pièces de théâtre sous les pseudonymes de Georg Conrad et Günther von Freiberg. Le Konversations-Lexikon de Meyer de 1888 le décrit prudemment comme "un talent principalement éclectique qui réussit à imiter et à imiter les styles dramatiques les plus divers".